# Полонені астероїда
Полонені астероїда (рос. Пленники астероида) — науково-фантастична повість російського радянського письменника-фантаста Кира Буличова. Повість входить до циклу творів про Алісу Селезньову. Повість написана на основі повісті «Пастка», яку в 1981 році писали разом читачі газети «Пионерская правда» та Кир Буличов, з іншими головними героями та дещо зміненим сюжетом. У 1983 році письменник написав вже видозмінену повість «Полонені астероїда», яка вперше опублікована в авторській збірці Буличова «Дівчинка з майбутнього… та інші повісті» (рос. Девочка из будущего... и другие повести), що вийшла друком у 1984 році в кишинівському видавництві «Луміна». Надалі повість неодноразово видавалась в авторських збірках письменника. У повісті розповідається про космічну подорож Аліси Селезньової, під час якої вона з супутниками стає полоненою на астероїді з виродженими гуманоїдами та роботами, які їх годують та охороняють.

## Сюжет
Аліса Селезньова летить на астероїд Паллада на дослідницькому кораблі «Арбат» разом із співробітницею московського Інституту часу Поліною Метелкіною у супроводі бортового робота Посейдона для зустрічі зі своєю матір'ю, яка займається проєктуванням нового культурного комплексу на Палладі. По дорозі вони зустрічають невеликий корабель, який подає сигнал лиха. На кораблі вони виявляють японського хлопчика на ім'я Юдзо Комура, який викрав цей корабель на Марсі, щоб розшукати свого батька Такео Комуру, який безслідно щез під час перельоту в поясі астероїдів. Пізніше по ходу руху судна з'являється великий астероїд з аномальною силою тяжіння. Корабель вимушений сісти на поверхню астероїда, звідки вибігає зграя якихось темних істот, та робить спробу продертися на борт корабля. Їм вдається проникнути на борт, де вони захоплюють у полон робота та Поліну, при цьому Алісі та Юдзо вдається сховатися, та починають грабувати корабель. Невідомі істоти тягнуть Поліну і Посейдона всередину астероїда, Аліса та Юдзо вирішують йти за ними. Усередині астероїда виявляється, що він фактично є космічним кораблем, який прилетів з далекої планети з невідомою метою. Усередині астероїда роботу Посейдону вдається вирватись з рук істот, проте до їх рук потрапляє Юдзо. Посейдон та Аліса виявляють усередині астероїда батька Юдзо Такео Комуру, який повідомляє їм, що цей астероїд є космічним кораблем, який вилетів з далекої планети дуже давно, на якому знаходяться потомки астронавтів — ашиклеки, які за цей час деградували та не можуть самостійно існувати без роботів, які запрограмовані на те, щоб лише розважати, годувати та обслуговувати потомків розумних істот, керує яким велетенський чорний робот. Задля розваги ашиклеків та для поповнення запасів на астероїди роботи грабують космічні кораблі, а задля розваги полонених людей згодовують льодяним драконам, які живуть на поверхні астероїда. Задля врятування Поліни та Юдзо Посейдон з Алісою вирішують здійснити погрозу розбити вікно в оглядовому залі, звідки ашиклеки спостерігають за трапезою драконів. Ця погроза допомагає, і роботи відпускають людей, після чого чорний робот захотів переманити робота Посейдона на свій бік, і щоб він скорився, викликає його на бій. У бою Посейдон перемагає, та змушує головного робота скерувати астероїд до Марса. Ще до підльоту до планети Аліса розпочала процес підготовки ашиклеків до повернення в лави розумних істот, а Посейдон організував майстерню по ремонту та перебудові роботів корабля-астероїда.

## Переклади
У 1988 році повість перекладена польською мовою, та під назвою «Więźniowie asteroidy» опублікована в авторській збірці «Dziewczynka z przyszłości» у видавництві «Nasza Księgarnia». У 1988 році повість перекладена киргизькою мовою, та вийшла друком у видавництві «Мектеп» під назвою «Астероид туткундары». У 1991 році повість перекладена українською мовою, та вийшла друком у видавництві «Веселка» в авторській збірці «Сто років тому вперед».